# Torre del Monje (Cuenca)
Torre del Monje es un caserío, hoy día despoblado, del municipio español de Villares del Saz, perteneciente a la provincia de Cuenca, en la comunidad autónoma de Castilla-La Mancha.

## Geografía
Se encuentra situado cerca del curso del río Záncara.

## Historia
A mediados del siglo XIX, el caserío, por entonces perteneciente al Congosto, tenía contabilizadas 3 casas y una población de 3 vecinos. Aparece descrito en el decimoquinto volumen del Diccionario geográfico-estadístico-histórico de España y sus posesiones de Ultramar de Pascual Madoz de la siguiente manera:

TORRE DEL MONJE: cas. y deh. en la prov. de Cuenca, part. jud. de Belmonte y térm. jurisd. del Congosto. sit. á corta dist. del r. Zancara y confinando con los pueblos de Zafra, Villar del Saz de Don Guillen y Congosto. Tiene 3 casas habitadas por igual número de vec., que se ocupan en el cultivo de su campo, que es medianamente productivo.
(Madoz, 1849, p. 71)